# Synagoga w Szamocinie
Synagoga w Szamocinie – zbudowana około 1900 roku przy ulicy Paderewskiego 21. Podczas II wojny światowej hitlerowcy zdewastowali synagogę. Obecnie budynek jest w stanie zaniedbanym.